# .global
.global est un domaine de premier niveau générique (en anglais, generic top-level domain ou gTLD). Il a été inscrit à la zone racine du DNS le 6 juin 2014.
La demande pour le domaine a été approuvée le 17 avril 2014,, et .global a été mis à la disposition du public le 9 septembre 2014.

## Histoire
Le chemin de l'application au lancement a été plutôt compliqué, en raison de problèmes de collisions de noms liées au mot global (utilisé dans de nombreux réseaux internes). En conséquence, le registraire de .global a dû bloquer l'enregistrement de 60 000 noms de domaine pendant quelques mois, jusqu'à ce que les problèmes de collision de noms soient entièrement résolus.